# Wilanów Wysoki
Wilanów Wysoki – obszar MSI w dzielnicy Wilanów, w Warszawie.